# بوبايا سابينا
بوبايا سابينا، عُرفت باسم بوبايا سابينا الأصغر (لتمييزها عن والدتها)، ثم باسم بوبايا أوغستا سابينا بعد عام 63 للميلاد. وُلدت في عام 30 للميلاد وتُوفيت في عام 65 للميلاد. كانت إمبراطورة رومانية بسبب كونها الزوجة الثانية للإمبراطور نيرو، وكانت أيضًا زوجة الإمبراطور القادم أوثو. يصفها مؤرخو العصور القديمة بالامرأة الجميلة التي استخدمت المكائد لتصبح إمبراطورة.
يمكن الآن زيارة قصرها الواقع بالقرب من مدينة بومبي، الذي استُخرج معظمه بعد أن دُفن في ثوران جبل فيزوف في عام 79 للميلاد.

## نشأتها

### ولادتها
وُلدت بوبايا سابينا الأصغر في مدينة بومبي في عام 30 للميلاد، وهي ابنة تيتوس أوليوس وبوبايا سابينا الأكبر. تأتي معظم الأدلة على أصول بوبايا من حفريات القرن العشرين في بومبي، التي دُمرت في ثوران جبل فيزوف في عام 79 للميلاد. فعلى سبيل المثال، أشارت المستندات القانونية التي عُثر عليها أثناء التنقيب بالقرب من هركولانيوم إلى أنها كانت مالكة لأحد أعمال الطوب أو البلاط في بومبي. خاصةً فيلا بوبايا الفخم في أوبلونتيس القريب من هركولانيوم، الذي يُعتقد أنه كان سكنها الرئيسي خارج روما.
من المرجح جدًا أن عائلة بوبايا جاءت من بومبي، والاعتقاد الشائع هو أنهم كانوا أصحاب كاسا ديل ميناندرو (منزل في بومبي سُمي نسبةً إلى لوحة وُجدت هناك للكاتب المسرحي ميناندر في القرن الرابع قبل الميلاد).

### عائلتها
كان تيتوس أوليوس موظفًا ماليًا (كويستر) في عهد الإمبراطور تيبيريوس. كانت صداقة أوليوس مع حارس قصر الامبراطورية، سيئ السمعة، سيانوس قد أفسدته قبل توليه المنصب العام. كان تيتوس أوليوس من بيكنوم (ماركي الحديثة وأبروتسو، إيطاليا) وكان شخصية ثانوية غير معروفة في السياسة الإمبراطورية. تُوفي تيتوس أوليوس في عام 31 للميلاد.
كانت والدتها، بوبايا سابينا الأكبر، امرأة متميزة، مدحها تاسيتس باعتبارها غنية و«أجمل امرأة في يومها». وفي عام 47 للميلاد، انتحرت كضحية بريئة لمكائد الامبراطورة الرومانية ميسالينا، بعد أن وجهت إليها تهمة ارتكاب فاحشة الزنا مع القنصل السابق ديشيموس فاليريوس أزياتيكوس.
كان والد بوبايا سابينا الأكبر هو غايوس بوبايوس سابينوس. كان هذا الرجل ذو النشأة المتواضعة قنصلًا في عام 9 للميلاد، وكان حاكمًا لِمويسيا من عام 12 إلى 35 للميلاد. وأثناء فترة توليه القنصلية، أصدر قانون ليكس بابيا بوبايا، وهو قانون يهدف إلى تعزيز الزواج وتشجيعه. حقق سابينوس انتصارًا عسكريًا لإنهاء ثورة في تراقيا في عام 26 للميلاد. ومنذ عام 15 للميلاد حتى وفاته، شغل منصب نائب قنصل إمبراطوري (أو حاكم) في اليونان وفي مقاطعات أخرى. تمتع هذا المسؤول المختص بصداقة الأباطرة، أغسطس وتبيريوس. توفي وفاة طبيعية في أواخر ديسمبر من عام 35 للميلاد. بعد وفاته، حملت بوبايا سابينا الأصغر اسم جدها.
بعد وفاة تيتوس أوليوس، تزوجت والدة بوبايا من القنصل بوبليوس كورنيليوس لينتولوس شيبيو الأكبر في عام 24 للميلاد. يتضمن أقاربها الأخ غير الشقيق بوبليوس كورنيليوس شيبيو أزياتيكوس، الذي أصبح قنصلًا في عام 68 للميلاد، وابن زوج والدتها بوبليوس كورنيليوس لينتولوس شيبيو الأصغر، الذي بدوره تولى القنصلية عام 56 للميلاد.

## زواجها الأول من روفريوس كريسبينوس
كان أول زواج لبوبايا من روفريوس كريسبينوس، وهو رجل برتبة فارس. تزوجا في عام 44 للميلاد، عندما كانت بوبايا في الرابعة عشرة من عمرها. كان قائد الحرس البريتوري خلال السنوات العشر الأولى من حكم الإمبراطور كلوديوس حتى عام 51 للميلاد، عندما عزلته أغريبينا الصغرى، زوجة كلوديوس الجديدة، من منصبه. اعتبرته أغريبينا مخلصًا لذكرى ميسالينا الراحلة، واستبدلت به بسكستوس أفرانيوس بوروس. في ما بعد، أُعدم في عهد نيرو. خلال زواجهما، أنجبت بوبايا ابنه روفريوس كريسبينوس الأصغر، الذي أغرقه نيرو أثناء الخروج في رحلة صيد بعد وفاتها.

## زواجها الثاني من أوثو
تزوجت بوبايا من أوثو بعدها، وهو صديق جيد للإمبراطور الجديد نيرو، وكان أصغر منها بسبع سنوات. وفقًا لِتاسيتس، تزوجت بوبايا من أوثو فقط لتقترب من نيرو. وقع نيرو في حب بوبايا التي أصبحت عشيقته.
لاحقًا، انفصلت بوبايا عن أوثو، وركزت اهتمامها على أن تصبح زوجة نيرو الجديدة. أُمر أوثو بأن يحكم لوسيتينيا. (بعد عقد من الزمن، أصبح إمبراطورًا بعد وفاة نيرو، خلفًا للإمبراطور «غالبا»). اختلفت المصادر في تاريخ انفصال بوبايا عن أوثو: بينما أرّخه تاسيتس إلى عام 58 للميلاد، يرجح سويتونيوس أنه يعود إلى ما بعد 59 للميلاد.

### زواجها من نيرو
يصف تاسيتس بوبايا بأنها حرضت نيرو على قتل أمه، أغريبينا، في عام 59 للميلاد حتى تتمكن من الزواج منه. لكن العلماء المعاصرين يشككون في مصداقية هذه القصة، لأن نيرو لم يتزوج بوبايا حتى عام 62 للميلاد، ويشيرون إلى تأريخ سويتونيوس للانفصال من أوثو. ينظّر بعض المؤرخين المعاصرين أن قرار نيرو لقتل أغريبينا جاء وراء تخطيطها لتعيين غايوس روبليوس بلاوتوس (ابن عم نيرو الثاني) على العرش، بدلًا من كونه نتيجة لدوافع بوبايا.
ومع رحيل أغريبينا، ضغطت بوبايا على نيرو للانفصال عن زوجته الأولى كلوديا أوكتافيا، التي أعدمها لاحقًا للزواج من بوبايا. في البداية، طُردت أوكتافيا إلى كامبانيا، التي تقع بالمصادفة في نفس المنطقة الجغرافية التي تقع فيها بومبي، حيث مسقط رأس بوبايا. ثم حُبست بعد ذلك في جزيرة بانداتيريا (فينتوتيني الحديثة)، وهو مكان شائع لنفي أفراد العائلة الإمبراطورية، المسخوط عليهم بسبب تهمة الزنا.

### وفاتها
إن سبب وتوقيت وفاة بوبايا غير مؤكد. وطبقًا لسويتونيوس، بينما كانت تنتظر ولادة طفلها الثاني في صيف عام 65 للميلاد، تشاجرت بشدة مع نيرو بسبب قضائه وقتًا طويلًا في السباقات. في نوبة غضب، ركلها نيرو في بطنها، ما تسبب في وفاتها. من ناحية أخرى، يضع تاسيتس وقت الوفاة بعد مهرجان نيرونيا الخامس (في عام 65 للميلاد) ويعتقد أن ركلة نيرو كانت «هيجانًا اعتياديًا». يذكر تاسيتس أيضًا أن بعض الكُتاب (مفقودون الآن) يزعمون أن نيرو سممها، على الرغم من عدم تصديقه لهم. يزعم كاسيوس ديو أن نيرو قفز على بطنها، لكن مع اعترافه بعدم معرفته ما إذا كان ذلك مقصودًا أم لا. لكن المؤرخين المعاصرين، مع ذلك، تذكروا تحيزات كلًا من سويتونيوس وتاسيتس وكاسيوس ديو ضد نيرو واستحالة معرفتهم للأحداث الخاصة، ثم أدركوا أن وفاة بوبايا قد تكون بسبب مضاعفات مميتة من الإجهاض أو موت الجنين داخل الرحم.